# Neriene beccarii
Neriene beccarii är en spindelart som först beskrevs av Tord Tamerlan Teodor Thorell 1890.  Neriene beccarii ingår i släktet Neriene och familjen täckvävarspindlar. Inga underarter finns listade i Catalogue of Life.